# Adobe RGB

Zakres barw Adobe RGB na tle palety kolorów widzialnych CIELAB.

Adobe RGB – system kolorów opracowany w 1998 r. przez firmę Adobe Systems, Inc. Przestrzeń barw została tak zaprojektowana aby obejmować jak największą część kolorów osiąganych w modelu kolorów CMYK, z którego korzystają drukarki, jest również poszerzeniem przestrzeni sRGB, w szczególności o odcienie zieleni i niebieskiego. Obejmuje ponad 50% kolorów widzialnych dla ludzkiego oka (przestrzeń barw CIELAB).

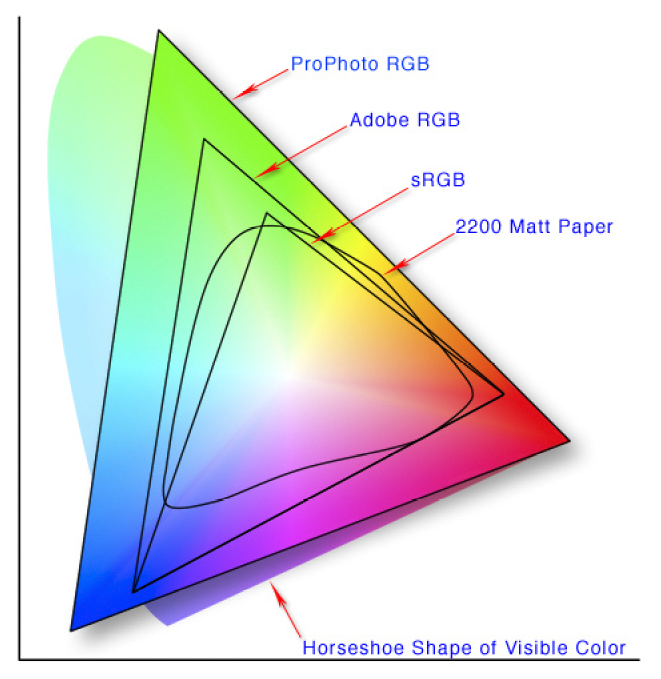
Zakres przestrzeni barw różnych modeli kolorów.

## Specyfikacja
Adobe RGB korzysta z modelu barw, w którym barwniki określa się symbolami [R,G,B]. Każdy z kolorów bazowych (czerwony – R, zielony – G i niebieski – B) mieści się w przedziale od 0 do 1. Istnieje 5 punktów odniesienia, punkt bieli [1,1,1], punkt czerni [0,0,0], oraz punkty pierwotne: czerwień [1,0,0], zieleń [0,1,0] i niebieski [0,0,1]. Aby spełnić wymagania dotyczące przestrzeni, monitor musi mieć luminację (jasność) 160,00 cd/m² w punkcie białym i 0,5557 cd/m² w punkcie czarnym. Oznacza to, że współczynnik kontrastu powinien wynosić 287,9. Ponadto punkt czerni ma taką samą chromatyczność jak punkt bieli. Poziom oświetlenia otoczenia na płycie czołowej monitora, gdy monitor jest wyłączony, musi wynosić 32 lx.

## Porównanie z sRGB i CMYK

### sRGB
sRGB to ogólnoświatowy standard przestrzeni RGB zdefiniowany przez Międzynarodową Komisję Elektrotechniczną (IEC). Na standardzie sRGB oparte są strony internetowe oraz przestrzeń barw Microsoft Windows. Adobe RGB w porównaniu z przestrzenią sRGB obejmuje większy zakres kolorów od zieleni do czerwieni. Jednak przez to może być źle konwertowany i na innych urządzeniach, które nie mają wymaganej specyfikacji, kolory mogą być niezgodne z pierwotnymi. Stosowanie przestrzeni sRGB jest więc dużo bezpieczniejsze, ponieważ gwarantuje prawidłowe wyświetlanie obrazów na większości urządzeń.

### CMYK
CMYK jest to zestaw czterech podstawowych kolorów stosowanych w poligrafii. Jest to również jedna z przestrzeni barw w pracy z grafiką komputerową. Przy tworzeniu dokumentów do druku w programach graficznych zalecane jest ustawienie tego profilu kolorów, jednak na ekranie zobaczymy jedynie kolory zbliżone do tych wydrukowanych, ponieważ monitory obsługują jedynie przestrzeń RGB.
Przestrzeń barw Adobe RGB zawiera w sobie paletę kolorów drukowanych. Większy obszar obejmowanych barw przez system Adobe RGB pozwala na lepsze przybliżenie kolorów na ekranie do tych po wydruku. Za sprawą tego, że kolory będą dokładniej określone w procesie konwertowania, otrzymamy mniejsze różnice w odcieniach.